# Seznam vodnih in amfibijskih letal
Seznam vodnih in amfibijskih letal vklujučuje vodna letala s plovci, leteče čolne oz. leteče ladje in amfibijska letala. Seznam ne vsebuje ekranoplanov in WIG zrakoplovov.
Vodna letala lahko pri pristanejo in vzletijo na vodi. Amfibijska letala imajo tudi kolesa in lahko pristanejo tudi na kopnem.
Nekatera izmed letal so konvencionalna letala opremljena s plovci.

## Avstralija
- GAF Nomad –  (1971)
- RAAF Experimental Station Widgeon – (1925)

## Avstrija
- Hopfner HA-11/33 – (1933)

## Avstro-ogrska
- Lohner E - (1914)
- Lohner L & S – (1915)
- Lohner R – (1910eta)

## Brazilija
- AirMax SeaMax  – (2001)
- Microleve Corsario

## Kanada
- AAC SeaStar – (1998)
- AAC Seastar Sealoon
- Boeing-Canada 213 Totem –  (1930)
- Bombardier CL-415 –(1993)
- Canadair CL-215 –  (1967)
- Canadian Vickers Vancouver – (1929)
- Canadian Vickers Varuna – (1927)
- Canadian Vickers Vedette – (1924)
- Canadian Vickers Vista – (1927)
- Canadian Vickers Vanessa –  (1927)
- Canadian Vickers Velos – (1927)
- De Havilland Canada DHC-2 Beaver –  (1947)
- De Havilland Canada DHC-3 Otter – (1951)
- De Havilland Canada DHC-6 Twin Otter – (1965)
- Fairchild 82 – (1935)
- Fairchild F-11 Husky  – (1946)
- Fairchild Sekani - (1937)
- Fairchild Super 71 – (1934)
- Fleet 50 Freighter – (1938)
- Fleet 80 Canuck – (1945)
- Found Centennial – (1967)
- Found FBA-1 – (1949)
- Found FBA-2  – (1960)
- Murphy Moose – (1990)
- Murphy Rebel – (1990)
- Noorduyn Norseman – (1935)
- Spectrum RX 650 Beaver -(1991)
- Zenair STOL CH 701 – (1986)

## Kitajska
- Naval Air Establishment Chiang Hung - (1920eta)
- Harbin SH-5 – (1976)

## Češkoslovaška
- Aero A-29 -(1927)
- Letov Š-328V - (1936)

## Finska
- ATOL 495 – (1989)
- ATOL 650 – (2011)
- Eklund TE-1 – (1949)
- IVL A.22 Hansa - (1922)
- VL Sääski - (1928)

## Francija
- Bellanger-Denhaut 22 (HB.3) – (1920eta)
- Bernard H.52 – (1933)
- Bernard H.110 – (1935)
- Bernard H.V.40 – (1931)
- Bernard H.V.42 – (1931)
- Bernard H.V.120 – (1930)
- Bernard H.V.220
- Besson H-3 – (1921)
- Besson H-5 – (1922)
- Besson H-6 – (1921)
- Besson LB – (1917)
- Besson MB.26 – (1925)
- Besson MB.35 – (1926)
- Besson MB.36 – (1930)
- Besson MB.410 & 411 – (1932)
- Blanchard BB-1 –  (1924)
- Blanchard Brd.1 – (1922)
- Blériot-SPAD S.XIV – (1917)
- Blériot 290 –  (1931)
- Blériot 5190 – (1933)
- Borel Type Bo.11 – (1911)
- Borel-Odier Type Bo-T – (1916)
- Borel-Odier Type Bo-C – (1919)
- Breguet Type V – (1912)
- Breguet 521 & 522 Bizerte –(1933)
- Breguet 530 Saigon – (1935)
- Breguet 730 & 731 – (1938)
- Breguet 790 Nautilus – (1939)
- Breguet S.8/2 Calcutta – (1932)
- CAMS 30 – (1922)
- CAMS 31 – (1922)
- CAMS 33 – (1923)
- CAMS 36 – (1922)
- CAMS 37 – (1926)
- CAMS 38 – (1923)
- CAMS 46 – (1926)
- CAMS 53 – (1928)
- CAMS 55 – (1927)
- CAMS 58 – (1931)
- Deperdussin Monocoque - (1913)
- Dewoitine HD.730 –  (1940)
- Donnet-Denhaut DD.2 –  (1910eta)
- Donnet-Denhaut DD.8 – (1917)
- Donnet-Denhaut DD.9 – (1910eta)
- Donnet-Denhaut DD.10 –  (1918)
- Donnet-Denhaut HB.2 – (1910eta)
- Donnet-Leveque Type A – (1912)
- Donnet-Leveque Type B  –  (1910eta)
- Donnet-Leveque Type C  –  (1910eta)
- F.B.A-Leveque – (1910eta)
- F.B.A Type A – (1913)
- F.B.A Type B – (1915)
- F.B.A Type C – (1910eta)
- F.B.A Type H – (1920eta)
- F.B.A Type S – (1917)
- F.B.A Type 10 –(1922)
- F.B.A Type 11 –(1923)
- F.B.A Type 12 – (1920eta)
- F.B.A Type 13 –  (1920eta)
- F.B.A Type 16 – (1920eta)
- F.B.A Type 17 – (1920eta)
- F.B.A Type 19 – (1924)
- F.B.A Type 21 – (1925)
- F.B.A Type 290 – (1930)
- F.B.A Type 310 – t(1930)

- Fabre Hydravion – (1910)
- Farman F.50 – (1920eta)
- Farman F.51 – (1922)
- Farman F.60 Torp – (1920eta)
- Farman F.166, 167 & 168 – (1928)
- Farman F.271 –  (1934)
- Farman NC.470 & 471 – (1938)
- Gourdou 120 HY – (1930eta)
- Gourdou-Leseurre GL-710 – (1934)
- Gourdou-Leseurre L-2 & GL-810 – GL-813 HY –(1926)
- Gourdou-Leseurre GL-830 – GL-832 HY –  (1930eta)
- Gourdon-Leseurre LGL-32 – (1930eta)
- Gourdou-Leseurre M-2 – (1926)
- Hanriot HD.2 – (1918)
- Latécoère 15 – (1924)
- Latécoère 21 – (1926)
- Latécoère 21 – (1927)
- Latécoère 32 – (1928)
- Latécoère 34 – (1930)
- Latécoère 44 – (1931)
- Latécoère 50 – (1931)
- Latécoère 290, 293, 294 & 296 – (1931)
- Latécoère 298 – (1936)

- Latécoère 300, 301 & 302 – (1931)
- Latécoère 380 & 381 – (1930)
- Latécoère 501 – (1932)
- Latécoère 521 – (1935)
- Latécoère 522 – (1935)
- Latécoère 523 – (1935)
- Latécoère 550 – (1934)
- Latécoère 582 – (1935)
- Latécoère 611 – (1939)
- Latécoère 631 – (1942)
- Latham 42 – (1924)
- Latham 43 – (1924)
- Latham 45 – (1920s)
- Latham 47 – (1928)
- Latham 230 – (1920s)
- Latham C-1 – (1923)
- Latham HB.5 – (1921)
- Latham L-1 – (1923)
- Latham L-2 – (1923)
- Levasseur PL 14 –(1929)
- Levasseur PL 15 –  (1929)
- Levasseur PL 200 – (1935)
- Levy G.L.40 – (1917)
- Lioré-et-Olivier H-10 – (1922)
- Lioré-et-Olivier H-13 – (1922)
- Lioré-et-Olivier H-10 – (1926)
- Lioré-et-Olivier H-18 – (1928)
- Lioré-et-Olivier H-22 – (1931)
- Lioré-et-Olivier H-23 – (1930)
- Lioré-et-Olivier H-24 – (1929)
- Lioré-et-Olivier H-25 – (1928)
- Lioré-et-Olivier H-27 – (1930)
- Lioré-et-Olivier H-43 – (1934)
- Lioré-et-Olivier H-46 – (1936)
- Lioré-et-Olivier H-47 – (1936)
- Lioré-et-Olivier H-190 – (1926)
- Lioré et Olivier LeO H-242
- Lioré-et-Olivier H-246 – (1937)
- LISA Akoya –(2011)
- Loire 50 – (1931)
- Loire 60 – (1932)
- Loire 70 – (1933)
- Loire 102 Bretagne – (1936)
- Loire 130 – (1934)
- Loire 210 – (1935)
- Loire-Nieuport LN.10 – (1939)
- Morane-Saulnier G – (1912)
- Nieuport IV.H – 1912)
- Nieuport VI.H –(1913)
- Nieuport X.H – (1913)
- Nieuport-Delage Ni-D 29 H – (1919)
- Nieuport-Delage NiD 43 – (1925)
- Nieuport-Delage NiD 450, 650, 651 and 652 –  (1930)
- Nord 1400, 1401 and 1402 Noroit – (1949)
- Percheron 18
- Potez 450 – s(1932)
- Potez-CAMS 141 – (1938)
- Potez-CAMS 161 – (1930eta)
- SCAN 20 – (1945)
- SNCAO 30 – (1938)
- SNCASE SE-400 – (1939)
- SNCASE SE-1210 -  (1949)
- SPCA Météore 63 - (1925)

## Nemčija
- Albatros W.4 –  (1916)
- Albatros W.8 –  (1918)
- Albatros L102W -  (1932)

- Arado SSD I - (1930)
- Arado W II –  (1928)
- Arado Ar 66 - (1932)
- Arado Ar 95 – (1937)
- Arado Ar 196 – (1937)
- Arado Ar 199 - (1939)
- Arado Ar 231 – (1941)

- Blohm & Voss BV 138 – (1937)
- Blohm & Voss Ha 139 – (1936)
- Blohm & Voss Ha 140 -  (1937)
- Blohm & Voss BV 222 –  (1940)
- Blohm & Voss BV 238 –  (1945)
- Caspar U.1 – (1922)

- Claude Dornier Sea Star – 1986
- DFS Seeadler - (1936)
- Dornier Do A Libelle - (1921)
- Dornier Do D – (1924)
- Dornier Do E - (1924)
- Dornier Do J Wal – (1922)

- Dornier Do L Delphin – (1920)
- Dornier Do R Superwal - (1926)
- Dornier Do S - (1930)
- Dornier Do X –  (1929)
- Dornier Do 12 - (1932)
- Dornier Do 14 - (1934)
- Dornier Do 16 – (1923)
- Dornier Do 18 – (1935)
- Dornier Do 22 – (1938)
- Dornier Do 24 & Do 318 –  (1937)
- Dornier Do 26 – (1938)
- Dornier Do 212 -  (1942)
- Dornier Seastar -  (1985)
- Dornier S-Ray 007 –  (2007)
- Focke-Wulf Fw 58W - (1935)
- Focke-Wulf Fw 62 - (1937)
- Friedrichshafen FF.29 – (1914)
- Friedrichshafen FF.31 – (1915)
- Friedrichshafen FF.33 – (1914)
- Friedrichshafen FF.34 – (1916)
- Friedrichshafen FF.35 – (1916)
- Friedrichshafen FF.37 – (1910s)
- Friedrichshafen FF.39 – (1910s)
- Friedrichshafen FF.40 – (1910s)
- Friedrichshafen FF.41 – (1916)
- Friedrichshafen FF.43 – (1916)
- Friedrichshafen FF.44 – (1910eta)
- Friedrichshafen FF.48 – (1910eta)
- Friedrichshafen FF.49 – (1910eta)
- Friedrichshafen FF.53 – (1910eta)
- Friedrichshafen FF.59 – (1910eta)

- Gotha WD.1 – (1910eta)
- Gotha WD.2 – (1910eta)
- Gotha WD.3 – (1910eta)
- Gotha WD.5 – (1910eta)
- Gotha WD.7 – (1910s)
- Gotha WD.9 – (1910eta)
- Gotha WD.11 – (1910eta)
- Gotha WD.12 – (1910eta)
- Gotha WD.13 – (1917)
- Gotha WD.14 – (1910eta)
- Gotha WD.15 – (1917)
- Gotha WD.20 – (1910eta)
- Gotha WD.22 – (1910eta)
- Gotha WD.27 – (1910eta)

- Hansa-Brandenburg CC – (1916)
- Hansa-Brandenburg GDW – (1916)
- Hansa-Brandenburg GNW – (1914)
- Hansa-Brandenburg GW – (1916)
- Hansa-Brandenburg KDW – (1916)
- Hansa-Brandenburg NW – (1910s)
- Hansa-Brandenburg W – (1914)
- Hansa-Brandenburg W.11 – (1910eta)
- Hansa-Brandenburg W.12 – (1917)
- Hansa-Brandenburg W.19 – (1910eta)
- Hansa-Brandenburg W.20 – (1910eta)
- Hansa-Brandenburg W.25 – (1910eta)
- Hansa-Brandenburg W.27 – (1910eta)
- Hansa-Brandenburg W.29 – (1918)
- Hansa-Brandenburg W.32 – (1910eta)
- Hansa-Brandenburg W.33 – (1918)

- Heinkel HE 1 – (1921)
- Heinkel HE 2 – (1923)
- Heinkel HE 3 – (1923)
- Heinkel HE 4 – (1926)
- Heinkel HE 5 – (1926)
- Heinkel HE 8 – (1927)
- Heinkel HD 9 – (1928)
- Heinkel HE 12 – (1929)
- Heinkel HD 14 – (1925)
- Heinkel HD 16 – (1928)
- Heinkel HD 18 – (1925)
- Heinkel HE 24 – (1926)
- Heinkel HE 25 – (1925)
- Heinkel HE 26 – (1925)
- Heinkel HE 31 – (1927)
- Heinkel HE 42 – (1931)
- Heinkel He 50 - (1931)
- Heinkel He 51 - (1933)
- Heinkel He 55 – (1929)
- Heinkel He 56 – (1929)
- Heinkel He 57 – (1929)
- Heinkel He 58 – (1932)
- Heinkel He 59 – (1931)
- Heinkel He 60 – (1933)
- Heinkel He 62 – (1932)
- Heinkel He 114 - (1936)
- Heinkel He 115 – (1936)
- Heinkel He 119 – (1936)

- Junkers F.13 - (1919)
- Junkers A 20/Ju 20 - (1923)
- Junkers G 24 - (1924)
- Junkers W 33 - (1926)
- Junkers W 34 - (1926)
- Junkers Ju 46 - (1932)
- Junkers Ju 52 - (1930)
- Klemm Kl 35bW -
- L.F.G V.19 Stralsund – (1918)
- L.F.G W – (1916)
- L.F.G WD – (1917)
- Lübeck-Travemünde F.1 – (1914)
- Lübeck-Travemünde F.2 – (1917)
- Lübeck-Travemünde F.4 –  (1917)

- Rohrbach Ro II – (1923)
- Rohrbach Ro III – (1924)
- Rohrbach Ro IV – (1925)
- Rohrbach Ro V Rocco – (1927)
- Rohrbach Ro VII Robbe – (1926)
- Rohrbach Ro X Romar – (1928)
- Rumpler 4B 11 – (1914)
- Rumpler 4B 12 – (1914)
- Sablatnig SF-1 – (1917)
- Sablatnig SF-2 – (1916)
- Sablatnig SF-3 - (1917)
- Sablatnig SF-4 – (1917)
- Sablatnig SF-5 – (1917)
- Sablatnig SF-7 – (1917)
- Sablatnig SF-8 – (1918)
- Zeppelin-Lindau Rs.I
- Zeppelin-Lindau Rs.II - (1916)
- Zeppelin-Lindau Rs.III - (1917)
- Zeppelin-Lindau Rs.IV - (1918)

## Italija
- Bastianelli P.R.B. – (1921)
- CANT 6 – (1925)
- CANT 7 – (1924)
- CANT 10 – (1925)
- CANT 18 – (1926)
- CANT 22 – (1927)
- CANT 25 – (1927)

- CANT Z.501 – (1934)
- CANT Z.506 – (1935)
- CANT Z.508 – (1936)
- CANT Z.509 – (1937)
- CANT Z.511 – (1943)
- Caproni Ca.39 – (1910eta)
- Caproni Ca.43 – (1917)
- Caproni Ca.47 – (1910eta)
- Caproni Ca.49 – (1919)
- Caproni Ca.60 – (1921)

- Caproni Ca.310 Idro – (1937)
- Caproni Ca.316 – (1940)
- Fiat CR.20 Idro – (1926)
- Fiat RS.14 –  (1939)

- Macchi L.1 – (1915)
- Macchi L.2 – (1916)
- Macchi M.3 – (1916)
- Macchi M.4 – (1917)
- Macchi M.5 – (1917)
- Macchi M.6 – (1917)
- Macchi M.7 – (1918)
- Macchi M.8 – (1917)
- Macchi M.9 – (1918)
- Macchi M.12 – (1918)
- Macchi M.17 – (1919)
- Macchi M.18 – (1928)
- Macchi M.19 – (1920)
- Macchi M.24 – (1923)
- Macchi M.26 – (1924)
- Macchi M.33 – (1925)

- Macchi M.39 – (1926)
- Macchi M.40 – (1928)
- Macchi M.41 – (1927)
- Macchi M.52 – (1927)
- Macchi M.53 – (1928)

- Macchi M.67 – (1928)
- Macchi M.70 – (1929)
- Macchi M.71 – (1930)
- Macchi MC.72 – (1931)
- Maachi MC.73 Idro – (1931)
- Macchi MC.77 – (1935)
- Macchi MC.94 – (1935)
- Macchi MC.99 – (1937)
- Macchi MC.100 – (1939)
- Militi M.B.1 – (1967)
- Militi M.B.2 Leonardo (1970)
- Nardi F.N.333 Riviera – (1952)

- Piaggio P.6 – (1927)
- Piaggio P.6bis – (1927)
- Piaggio P.7 – (1929)
- Piaggio P.8 – (1928)
- Piaggio P.136 – (1948)
- Polaris AM-FIB – (1986)

- SIAI S.8 – (1917)
- SIAI S.9 – (1918)
- SIAI S.12 – (1918)
- SIAI S.13 – (1919)
- SIAI S.16 – (1919)
- SIAI S.17 – (1920)
- SIAI S.19 – (1920)
- SIAI S.21 – (1921)
- SIAI S.22 – (1921)
- SIAI S.51 – (1922)
- SIAI S.58 – (1924)
- SIAI S.67 – (1930)

- Savoia-Marchetti S.55 – (1924)
- Savoia-Marchetti S.56 – (1924)
- Savoia-Marchetti S.57 - (1923)
- Savoia-Marchetti S.59 – (1925)
- Savoia-Marchetti SM.62 – (1926)
- Savoia-Marchetti S.65 – (1929)
- Savoia-Marchetti S.66 – (1931)
- Savoia-Marchetti SM.87 –(1939)

## Japonska
- Aichi AB-6 – (1933)
- Aichi E11A – 'Laura (1937)
- Aichi E13A – Jake (1938)
- Aichi E16A Zuiun – Paul (1942)
- Aichi H9A – (1940)
- Aichi M6A Seiran – (1943)
- Hiro H1H – (1920eta)
- Hiro H2H – (1930)
- Hiro H4H – (1931)

- Kawanishi E5K – (1931)
- Kawanishi E7K – (1933)
- Kawanishi E15K Shiun – (1941)
- Kawanishi H3K – (1931)
- Kawanishi H6K – Mavis (1936)
- Kawanishi H8K – Emily (1940)
- Kawanishi K-7 – (1924)

- Kawanishi K8K – (1938)
- Kawanishi N1K1 Kyofu – Rex (1942)
- Mitsubishi F1M – Pete (1936)
- Nakajima A6M2-N – Rufe (1942)
- Nakajima E2N – (1929)

- Nakajima E4N – (1930)
- Nakajima E8N – Dave (1934)
- Shin Meiwa UF-XS – (1962)
- Shin Meiwa PS-1 – (1967)
- Shin Meiwa US-1A – (1974)
- ShinMaywa US-2 – (2007)
- Watanabe E9W – (1934)
- Watanabe K6W – (1937)
- Watanabe K8W – (1938)
- Watanabe WS-103S – (1938)
- Yokosuka E1Y – (1923)
- Yokosuka E6Y - (1929)
- Yokosuka E14Y – Glen (1939)
- Yokosuka H5Y1 – (1936)
- Yokosuka K1Y – (1924)
- Yokosuka K4Y – (1930)
- Yokosuka K5Y1 – Willow (1930eta)
- Yokosuka Igo-Ko – (1920)
- Yokosuka Ro-go Ko-gata – (1910eta)

## Norveška
- Marinens Flyvebaatfabrikk M.F.1 – (1915)
- Marinens Flyvebaatfabrikk M.F.2 – (1916)
- Marinens Flyvebaatfabrikk M.F.3 – (1917)
- Marinens Flyvebaatfabrikk M.F.4 – (1918)
- Marinens Flyvebaatfabrikk M.F.5 – (1919)
- Marinens Flyvebaatfabrikk M.F.6 – (1920eta)
- Marinens Flyvebaatfabrikk M.F.7 – (1920eta)
- Marinens Flyvebaatfabrikk M.F.8 – (1920–1930eta)
- Marinens Flyvebaatfabrikk M.F.9 – (1925)
- Marinens Flyvebaatfabrikk M.F.10 – (1930eta)
- Marinens Flyvebaatfabrikk M.F.11 – (1930eta)
- Marinens Flyvebaatfabrikk M.F.12 – (1930eta)

## Nizozmeska
- Fokker B.I & B.III – (1922)
- Fokker B.II – (1923)
- Fokker B.IV – (1928)
- Fokker C.VII-W – (1928)
- Fokker C.VIII-W – (1928)
- Fokker C.XI-W – (1935)
- Fokker C.XIV-W – (1937)
- Fokker F.VII – (1924)
- Fokker T.II – (1921)
- Fokker T.III – (1920eta)
- Fokker T.IV – (1927)
- Fokker T.VIII-W – (1939)
- Fokker W.3 – (1915)

## Nova Zelandija
- Walsh Brothers Flying Boats - (1915–1919)

## Poljska
- Lublin R-VIII bis – (1930eta)
- Lublin R-XIII bis/hydro, R-XIII ter/hydro and R-XIIIG - (1930eta)

## Romunija
- RAS-1 Getta – (1925)
- IAR 818 H – (1964)
- SET 7H –  (1935)

## Rusija in Sovjetska zveza
- Berijev Be-6 – (1947)
- Berijev Be-8 – (1947)
- Berijev Be-10 – (1961)
- Berijev Be-12 Čajka –  (1963)
- Beriev Be-40/A-40 Albatross – (1986)
- Berijev Be-103 – (2001)
- Berijev Be-200 – (1998)
- Berijev KOR-1 (Be-2) – (1935)
- Berijev KOR-2 (Be-4) – (1940)
- Berijev MBR-2 – (1932)
- Berijev MBR-7 – (1937)
- Berijev MDR-5 – (1937)
- Berijev R-1 – (1952)
- Četverikov MDR-6 (Che-2) – (1939)
- Četverikov OSGA-101 – (1934)
- Četverikov SPL – (1935)
- Četverikov TA-1 – (1947)
- Černov Če-22 Korvet – (2003–2005)
- Grigorovič GASN – (1917)

- Grigorovič M-1 – (1913)
- Grigorovič M-2 – (1914)
- Grigorovič M-3 – (1914)
- Grigorovič M-4 – (1914)
- Grigorovič M-5, M-6 M-7 & M-8 – (1915)
- Grigorovič M-9 – (1915)
- Grigorovič M-10 – (1916)
- Grigorovič M-11 – (1916)
- Grigorovič M-12 – (1910eta)
- Grigorovič M-15 – (1916)
- Grigorovič M-16 – (1916)
- Grigorovič M-19 – (1918)
- Grigorovič M-20 – (1916)
- Grigorovič M-23bis – (1924)
- Grigorovich M-24 & M-24bis – (1922)
- Grigorovič MK-1 – (1916)
- Polikarpov MR-1 – (1918)
- Šavrov Š1 & Š-2 – (1929)
- Šavrov Š-3 – (1936)
- Šavrov Š-5 – (1934)
- Šavrov Š-7 – (1940)
- Tupoljev ANT-4 -  (1925)
- Tupoljev ANT-8 – (1931)
- Tupoljev ANT-22 – (1934)
- Tupolev MP-6  – (1923)
- Tupoljev MTB-1 – (1934)
- Tupoljev MTB-2 – (1937)
- Tupoljev TB-1P – (1923)

## Švedska
- Saab 17 – (1940)

## Ukrajina
- Aeroprakt A-24 Viking

## Združeno kraljestvo
- AD Flying Boat – (1915)
- AD Navyplane - (1916)
- AD Type 1000 – (1915)
- Airspeed AS.30 Queen Wasp – (1937)
- Avro Type D – (1911)

- Beardmore Inverness  – (1925)
- Blackburn B-20 – (1940)
- Blackburn Iris – (1926)
- Blackburn Nautilus – (1929)
- Blackburn Perth – (1934)
- Blackburn Sydney – (1931)
- Blackburn T.B. – (1915)
- Blackburn Type L – (1915)
- Blackburn Velos – (1925)
- de Havilland DH.50 – (1923)
- de Havilland DH.60 Moth – (1925)
- de Havilland DH.61 Giant Moth  –  (1927)
- de Havilland DH.83 Fox Moth – (1932)
- de Havilland Hornet Moth – (1934)
- de Havilland DH.89 Dragon Rapide – (1934)
- de Havilland DH.90 Dragonfly – (1935)
- English Electric Ayr – (1924)
- English Electric Kingston – (1924)

- Fairey III – (1918)
- Fairey Campania – (1917)
- Fairey Flycatcher – (1922)
- Fairey Fremantle – (1924)
- Fairey Hamble Baby – (1917)
- Fairey N.4 – (1923)
- Fairey N.9 – (1918)
- Fairey N.10 – (1917)
- Fairey Pintail – (1920)
- Fairey S.9/30 – (1934)
- Fairey Seafox – (1936)
- Fairey Seal – (1930)
- Fairey Swordfish – (1934)

- Felixstowe F.1 – (1910eta)
- Felixstowe F.2 – (1917)
- Felixstowe F.3 – (1917)
- Felixstowe F.4 Fury – (1918–1919)
- Felixstowe F.5 –  (1918)
- Felixstowe Porte Baby – (1916)

- Gloster II – (1924)
- Gloster III – (1925)
- Gloster IV – (1927)
- Gloster VI – (1929)
- Gloster Goring – (1927)

- Hawker Dantorp  – (1925)
- Hawker Osprey – (1930)
- Hamble River H.L.1 Seaplane – (1914)
- Lakes Hydro-monoplane – (1913)
- Lakes Seabird – (1912)
- Lakes Waterbird – (1911)
- Lakes Waterhen – (1912)
- Mann Egerton Type B – (1916)
- Martinsyde F6 – (1918)
- Norman Thompson N.T.2B – (1917)
- Norman Thompson N.T.4 – (1916)
- Norman Thompson N.1B – (1917)
- Norman Thompson N.2C – (1918)
- Phoenix Cork – (1918)
- Sage Type 4 –  (1917)

- Saro A.7 Severn – (1930)
- Saro A.14 – (1928)
- Saro A.17 Cutty Sark – (1929)
- Saro A.19 Cloud – (1930)
- Saro Windhover – (1930)
- Saro London – (1934)
- Saro A.33 – (1938)
- Saro Shrimp –  (1939)

- Saunders-Roe SR.A/1 – (1947)
- Saunders-Roe Princess – (1952)
- Saro Lerwick – (1940)
- Saunders Kittiwake – (1920)
- Saunders A.3 Valkyrie – (1927)
- Saunders A.4 Medina – (1925)

- Short N.2A – (1910eta)
- Short N.2B – (1910eta)
- Short N.3 Cromarty – (1921)
- Short S.74 – (1914)
- Short S.80 - (1913)
- Short S.81 – (1913)
- Short S.135 – (1910eta)
- Short S.1 Stellite/Cockle – (1924)
- Short S.7 Mussel – (1926)
- Short Singapore I – (1926)
- Short Calcutta – (1928)
- Short Rangoon – (1930)
- Short Valetta – (1930)
- Short S.12 Singapore II – (1930)
- Short Sarafand – (1932)
- Short S.15 – (1931)
- Short Kent – (1931)
- Short Knuckleduster – (1933)

- Short S.19 Singapore III – (1934)
- Short Mayo Composite
  - Short S.20 Mercury – (1938)
  - Short S.21 Maia – (1938)
- Short Scion Senior – (1935)
- Short Empire – (1936)
- Short Sunderland – (1937)
- Short S.26 – (1939)
- Short S.30 Empire – (1936)
- Short S.33 Empire – (1936)
- Short Shetland – (1944)
- Short Seaford – (1934)
- Short Sealand – (1947)
- Short S.B.7 Sealand III – (1948)
- Short Admiralty Type 74 (1914)
- Short Admiralty Type 166 –  (1914)
- Short Type 184 – (1915)

- Short Type 310 – (1916)
- Short Admiralty Type 827 – (1914)
- Short Admiralty Type 830 – (1914)
- Short Sandringham – (1943)
- Short Solent – (1946)
- Short Grunard – (1929)
- Short-Bristol Crusader – (1927)
- Singular Aircraft SA03— (2012)
- Sopwith Bat Boat — (1913)
- Sopwith Tabloid - (1914)
- Sopwith Baby - (1915)
- Supermarine Air Yacht –(1931)
- Supermarine Baby – (1917)
- Supermarine Channel – (1919)
- Supermarine S.4 – (1925)
- Supermarine S.5 – (1927)
- Supermarine S.6 – (1931)
- Supermarine Scapa – (1935)
- Supermarine Scarab – (1924)
- Supermarine Seagull – (1922)
- Supermarine Seagull ASR-1
- Supermarine Seal – (1921)
- Supermarine Sea Eagle – (1923)
- Supermarine Sea King – (1920)
- Supermarine Sea Lion I – (1919)
- Supermarine Sea Lion II – (1922)
- Supermarine Sea Otter – (1938)
- Supermarine Southampton – (1925)
- Supermarine Spitfire Floatplane – (1940–42)
- Supermarine Stranraer – (1936)
- Supermarine Swan – (1924)
- Supermarine Walrus – (1936)
- Vickers Valentia – (1918)
- Vickers Vanellus – (1922)
- Vickers Viking – (1919)
- Vickers Vulture – (1924)
- White and Thompson No. 3 - (1914)
- Wight Baby – (1916)
- Wight Converted Seaplane – (1916)
- Wight Pusher Seaplane – (1914)
- Wight Seaplane – (1915)

## ZDA
- Aeromarine 39 – (1917)
- Aeromarine 40 – (1918)
- Aeromarine 75 – (1923)
- Aeromarine 700 – (1917)
- Aeromarine AS – (1920)

- Aeronca Chief family - (1937)
- American Champion/Bellanca Citabria - (1964)
- Anderson Kingfisher – (1969)
- Aquaflight Aqua I – (1946)

- Aviat Husky - (1986)
- Barkley-Grow T8P-1 – (1937)
- Beechcraft Model 18 – (1937)
- Bellanca 77-320 – (1934)
- Bellanca CH-300 –  (1929)
- Bellanca CH-400 –  (1930)
- Benoist Air-Boat – (1913)

- Boeing Model 1 – (1916)
- Boeing Model 2 – (1917)
- Boeing Model 3 – (1917)
- Boeing Model 5 – (1918)
- Boeing Model 6 - (1919)
- Boeing Model 6D - (1928)
- Boeing Model 7 - (1920)
- Boeing Model 50 – (1924)
- Boeing Model 314 Clipper – (1939)
- Boeing Model 344 (XPBB Sea Ranger) – (1942)
- Boeing Model 451 (L-15 Scout) – (1946)
- Budd BB-1 Pioneer – (1931)

- Cessna AT-17 Bobcat - (1939)
- Cessna 170 - (1948)
- Cessna 172 - (1956)
- Cessna 180 'Skywagon' – (1952)
- Cessna 182 'Skylane' – (1956)
- Cessna 185 'Skywagon' - (1960)
- Cessna 190 - (1945)
- Cessna 206 – (1962)
- Cessna 208 Caravan - (1982)
- Colonial Skimmer – (1960eta)

- Consolidated PBY Catalina – (1935)
- Consolidated PB2Y Coronado – (1937)
- Consolidated NY – (1926)
- Consolidated XPY Admiral and PY Commodore – (1930)
- Consolidated P2Y – (1929)
- Consolidated XP4Y Corregidor – (1939)
- Convair F2Y Sea Dart – (1953)
- Convair R3Y Tradewind – (1950)

- Curtiss CR-3 & 4 – (1923)
- Curtiss CT-1 - (1921)
- Curtiss Model 2 – (1915)
- Curtiss N-9 – (1916)
- Curtiss H-12 – (1916)
- Curtiss H-16 – (1917)
- Curtiss HS – (1917)
- Curtiss Model E - (1911)
- Curtiss Model F - (1912)
- Curtiss Model K - (1915)
- Curtiss NC – (1919)
- Curtiss SC Seahawk – (1944)
- Curtiss SOC Seagull – (1934)
- Curtiss SO3C Seamew - (1939)
- Curtiss-Wright CA-1 Commuter - (1935)
- Dayton-Wright FP.2 – (1922)

- Douglas DF – (1936)
- Douglas Dolphin – (1931)
- Douglas DT – (1921)
- Douglas DWC World Cruiser - prvi let okrog sveta (1923)
- Douglas PD – (1929)
- Douglas Sinbad – (1930)
- Douglas T2D – (1927)
- Douglas YOA-5 - (1935)
- Eastman E-2 Sea Rover - (1928)
- Edo OSE-1 – (1946)
- Elias EM – (1922)
- Elias EO – 1922)
- Fairchild FB-3 - (1929)
- Fairchild FC-2 – (1926)
- Fairchild 24 - (1932)
- Fairchild 71 – (1926)
- Fairchild 91 – (1935)
- Fairchild F-11 Husky – (1946)
- Fleetwings Seabird – (1937)
- Fokker Super Universal – (1928)
- Fokker Universal  – (1926)
- Ford Trimotor - (1926)
- Gallaudet D-4 - (1918)
- General Aviation PJ – (1931)
- Goodyear GA-2 Duck – (1944)
- Goodyear Drake – (1950)
- Great Lakes XSG - (1931)

- Grumman Albatross – (1947)
- Grumman Duck – (1933)
- Grumman Goose – (1937)
- Grumman Mallard – (1946)
- Grumman Tadpole - (1944)
- Grumman Widgeon – (1940)
- Hall Air Boat –
- Hall PH – (1931)
- Hall XP2H – (1932)
- Hall XPTBH - (1937)
- Hamilton H-47 - (1928)
- Helio Courier - (1949)
- Howard DGA-15 - (1939)
- Huff-Daland HN – (1920eta)

- Hughes H-4 Hercules – 'Spruce Goose' (1947)
- ICON A5 – (2008)
- Independent Aircraft Sea Dragon
- Keystone Air Yacht – (1930)
- Keystone PK - (1930)
- Fairchild KR-34 - (1928)
- Lake LA-4
- Loening 1911
- Loening 1917
- Loening Model 23 Air yacht – (1922)
- Loening S-1 Air Yacht  – (1922)
- Loening Air Yacht – (1928)
- Loening Amphibian  – (1923)
- Loening C-1
- Loening C-2 Air yacht   (1928)
- Loening C-4/Keystone-Loening K-85 - (1928)
- Loening C-5
- Loening C-6/Keystone-Loening K-84 'Commuter'  (1926)
- Loening Duckling 1918
- Loening Duckling 1929
- Loening LS
- Loening M-2
- Loening M-3
- Loening M-8S - (1918)
- Loening Monoduck
- Loening OL  (1923)
- Loening SL – (1931)
- Loening S2L

- Martin 130 China Clipper –  (1935)
- Martin 156
- Martin Mars –(1942)
- Martin MO – (1920eta)
- Martin PBM Mariner – (1939)
- Martin P2M – (1920eta)
- Martin P3M – (1920eta)
- Martin P5M Marlin – (1948)
- Martin P6M SeaMaster – (1955)

- Naval Aircraft Factory N3N Canary – (1935)
- Naval Aircraft Factory PN – (1918)
- Naval Aircraft Factory PT – (1922)
- Naval Aircraft Factory TF – (1920)
- Naval Aircraft Factory TG – (1922)
- Naval Aircraft Factory TR-2 – (1923)
- Naval Aircraft Factory TS – (1920eta)
- Navy-Wright NW – (1923)
- Northrop N-3PB – (1940)
- Osprey Osprey I - (1970)
- Osprey Osprey 2 – (1973)

- Piper J-3 Cub - (1938)
- Piper PA-12 'Super Cruiser' -  (1944)
- Piper PA-18 'Super Cub' – (1949)
- Piper PA-20 Pacer - (1949)
- Piper PA-23 'Apache' - (1952)
- Progressive Aerodyne Searey –  (1990eta)
- Progressive Aerodyne Stingray – 1990eta)
- Quest Kodiak - (2010)
- Republic RC-1 – (1945)
- Republic RC-3 Seabee – (1945)
- Rocheville Arctic Tern – (1932)
- Searey Elite
- Searey Sport
- Seawind 300C - (1993)

- Sikorsky S-34 – (1927)
- Sikorsky S-36 – (1927)
- Sikorsky S-38 – (1928)
- Sikorsky S-39 – (1920eta)
- Sikorsky S-40 – (1931)
- Sikorsky S-41 – (1930)
- Sikorsky S-42 – (1934)
- Sikorsky S-43 –  (1935)
- Sikorsky VS-44 Excalibur & PBS – (1937)
- Stearman XOSS – (1938)

- Stinson L-1 Vigilant - (1940)
- Stinson L-13 - (1945)
- Sun Lake Aircraft
- Taylor Coot –  (1969)
- Thurston Teal – (1960s)
- Verville Beta Flying Boat – (1916)
- Verville Gamma S Floatplane –  (1916)
- Volmer VJ-22 Sportsman –  (1958)
- Vought O2U Corsair - (1926)
- Vought O3U Corsair  - (1930)
- Vought O5U  - (1934)
- Vought OS2U Kingfisher –  (1938)
- Vought UO -  (1922)
- Vought VE-9H - (1922)
- Vought VE-10 Batboat - (1919)
- Vought XSB2U-3 Vindicator - (1936)
- Vought XSO2U – (1939)
- Vultee V-1AS – (1933)
- Vultee V-11ST - (1935)
- Waco Standard Cabin series -  (1931–1936)
- Waco ZQC-6 - (1936)
- Wilson Global Explorer

## Vietnam
- VNS-41 Aircraft (2003–2005) –(1993)

## Jugoslavija
- Aero 2H –  (1946)
- Ikarus ŠM – (1920eta)
- Ikarus IM – (1920eta)
- Ikarus IO – (1927)
- Ikarus Kurir H – (1957)
- Fizir AF-2 –  (1933)
- Fizir F1M –  (1930)
- Fizir FN-H –  (1931)
- Rogožarski PVT – (1934)
- Rogožarski SIM-XII-H – (1936)
- Rogožarski SIM-XIV-H –(1940)